# 徳島駅伝
徳島駅伝（とくしまえきでん）は、毎年1月4-6日に海陽町～徳島市～鳴門市～三好市～徳島市のコースを3日間で走る駅伝競走である。運営主催は徳島陸上競技協会、徳島県、徳島新聞社。

## 概況
1955年創設。現在のように3日間の日程になったのは1959年の第5回大会からである。現在は1月4日～6日の日程で開催されることが多い。
徳島県内の駅伝選手が基本的に出身の郡市に分かれてチームを構成する。チームの中には大塚製薬や四国電力の選手を中心にニューイヤー駅伝を走った選手や箱根駅伝を走った選手が地元に帰って参加することもある。21世紀初頭に多く発生した市町村合併のために郡市の区分けが変更になるなど、チーム構成にも影響が出ている。また、県外のチーム・選手が招待参加し一部の区間に参加する年もある。
1日目の1月4日は県南部の海陽町からスタートし、国道55号に沿って北上、徳島市をゴールとする。2日目の1月5日は徳島市をスタート地点とし、国道11号を北上して鳴門市に入り、鳴門からは吉野川の北岸を徳島県道12号鳴門池田線に沿って西進し、三好市をゴールとする。3日目の1月6日は三好市をスタートし、吉野川南岸の国道192号に沿って下り、徳島市をゴールとするコースをとる。コース変更などにより全体の距離は変化するが、ほぼ250キロメートルとなっている。
全国規模（広域的）に報道される事が少ないため、あまり知られていないが「約250㎞」という距離は、確認されている限りでは現在まで行われている（開催が継続中の）駅伝競走で「世界で3番目に長い距離の駅伝」となっている。
区間の中には選手に制限のない一般区間と、女子、高校生、中学生が走る指定区間が設けられている。一般区間を高校生が走ることもできる（選手のエントリーの関係上、そうせざるをえないチームも少なくない）。
原則として、全郡市が3日間の全コースに選手を登録するが、人数が確保できないなどの理由で、一部区間だけに選手登録する「オープン参加」の郡市や、出場しない郡市が発生することもある。オープン参加のチームについては、個人成績は記録されるが、総合成績からは除かれる。2008年については佐那河内村のみの名東郡が参加しないのを除き全郡市がフル参加し、15チームのフル参加は史上最多である。さらに2018年・2019年には名東郡もフルエントリーし、16チームが参加した。
人口を考えれば徳島市が圧倒的で、20世紀は1962年から2000年の長きに渡り、徳島市と鳴門市で連覇を競い合っていた。21世紀になってからは2001年から2002年に掛けて麻植郡（現吉野川市）が2年連続、2003年から2005年に掛けて美馬郡が3年連続で優勝を奪取している。2006年以降は再び徳島市と鳴門市で、優勝または2位以下が両市で入れ替わったりしている状態である。
中継は四国放送がラジオで最終日を実況生中継する（1･2日目は結果速報を番組内伝える）。
なお、2021年の第67回大会は新型コロナウイルス感染症拡大の影響を鑑み、初の中止となった。

## 過去の優勝チーム
1. 1955年 - 麻植郡
2. 1956年 - 鳴門市
3. 1957年 - 麻植郡
4. 1958年 - 板野郡
5. 1959年 - 板野郡
6. 1960年 - 板野郡
7. 1961年 - 板野郡
8. 1962年 - 鳴門市
9. 1963年 - 鳴門市
10. 1964年 - 鳴門市
11. 1965年 - 鳴門市
12. 1966年 - 鳴門市
13. 1967年 - 鳴門市
14. 1968年 - 鳴門市
15. 1969年 - 鳴門市
16. 1970年 - 鳴門市
17. 1971年 - 鳴門市
18. 1972年 - 徳島市
19. 1973年 - 徳島市
20. 1974年 - 徳島市
21. 1975年 - 徳島市
22. 1976年 - 徳島市
23. 1977年 - 徳島市
24. 1978年 - 徳島市
25. 1979年 - 徳島市
26. 1980年 - 徳島市
27. 1981年 - 鳴門市
28. 1982年 - 鳴門市
29. 1983年 - 鳴門市
30. 1984年 - 鳴門市
31. 1985年 - 徳島市
32. 1986年 - 徳島市
33. 1987年 - 徳島市
34. 1988年 - 徳島市
35. 1989年 - 徳島市
36. 1990年 - 徳島市
37. 1991年 - 鳴門市
38. 1992年 - 鳴門市
39. 1993年 - 鳴門市
40. 1994年 - 鳴門市
41. 1995年 - 鳴門市
42. 1996年 - 鳴門市
43. 1997年 - 鳴門市
44. 1998年 - 鳴門市
45. 1999年 - 鳴門市
46. 2000年 - 鳴門市
47. 2001年 - 麻植郡
48. 2002年 - 麻植郡
49. 2003年 - 美馬郡
50. 2004年 - 美馬郡
51. 2005年 - 美馬郡
52. 2006年 - 鳴門市
53. 2007年 - 鳴門市
54. 2008年 - 鳴門市
55. 2009年 - 徳島市
56. 2010年 - 鳴門市
57. 2011年 - 徳島市
58. 2012年 - 鳴門市
59. 2013年 - 鳴門市
60. 2014年 - 鳴門市
61. 2015年 - 鳴門市
62. 2016年 - 徳島市
63. 2017年 - 鳴門市
64. 2018年 - 鳴門市
65. 2019年 - 鳴門市
66. 2020年 - 徳島市
67. 2021年 - (中止)
68. 2022年 - 鳴門市
69. 2023年 - 徳島市
70. 2024年 - 板野郡
71. 2025年 - 徳島市

### 連覇したチーム
※最大のみ記載
- 10連覇 - 鳴門市（1962年の第8回〜1971年の第17回）
- 9連覇 - 徳島市（1972年の第18回〜1980年の第26回）
- 4連覇 - 板野郡（1958年の第4回〜1961年の第7回）
- 3連覇 - 美馬郡（2003年の第49回〜2005年の第51回）
- 2連覇 - 麻植郡（2001年の第47回〜2002年の第48回）

## 市町村対抗駅伝を行っている他の都道府県
- 青森県（青森県民駅伝競走大会）
- 岩手県（一関・盛岡間駅伝競走大会）
- 山形県（山形県縦断駅伝競走大会）
- 福島県（市町村対抗福島県縦断駅伝競走大会）
- 栃木県（栃木県郡市町対抗駅伝）
- 新潟県（新潟県縦断郡市対抗駅伝競走大会）
- 長野県（長野県縦断駅伝競走、長野県市町村対抗駅伝競走大会）
- 神奈川県（市町村対抗かながわ駅伝競走大会）
- 岐阜県（ぎふ清流郡市対抗駅伝競走大会）
- 静岡県（しずおか市町村対抗駅伝）
- 愛知県（愛知県市町村対抗駅伝競走大会）
- 三重県（美（うま）し国三重市町対抗駅伝）
- 和歌山県（和歌山県市町村対抗ジュニア駅伝競走大会）
- 兵庫県（兵庫県郡市区対抗駅伝）
- 香川県（郡市対抗源平駅伝）
- 高知県（県市町村対抗駅伝）
- 佐賀県（郡市対抗県内一周駅伝大会）
- 長崎県（郡市対抗県下一周駅伝大会）
- 鹿児島県（鹿児島県下一周市郡対抗駅伝競走大会）